# Oberea abdominalis
Oberea abdominalis är en skalbaggsart som beskrevs av Jordan 1894. Oberea abdominalis ingår i släktet Oberea och familjen långhorningar. Inga underarter finns listade i Catalogue of Life.